# Margareta av Böhmen
Margareta av Böhmen, även kallad Margareta av Luxembourg, född 1335, död 1349, drottning av Ungern. Gift 1342, 7 år gammal, med kung Ludvig I av Ungern. Dotter till Karl IV (tysk-romersk kejsare), och Blanka av Valois. Margareta dog barnlös när hon var 13–14 år gammal.